# Photuris bethaniensis
Photuris bethaniensis is een keversoort uit de familie glimwormen (Lampyridae). De wetenschappelijke naam van de soort werd voor het eerst geldig gepubliceerd in 1953 door McDermott.